# 2GO Masikap
Le 2GO Masikap est un ferry de la compagnie philippine 2GO Travel. Construit entre 2001 et 2002 aux chantiers Mitsubishi Heavy Industries de Shimonoseki, pour la compagnie japonaise Meimon Taiyō Ferry, il était à l'origine baptisé Ferry Kyoto 2 (フェリーきょうと2, Ferī Kyōto 2). Mis en service en septembre 2002 sur les liaisons reliant Ōsaka à Kitakyūshū, au nord-est de l'île de Kyūshū, il restera employé sur cet itinéraire jusqu'en janvier 2022. Vendu à la compagnie sud-coréenne Hanil Express, il est employé à partir du mois de mai sur les lignes vers l'île de Jeju au départ de Wando sous le nom de Blue Pearl (블루펄, Beullupeol ). Revendu en décembre 2023 à 2GO Travel, il navigue depuis février 2024 dans l'archipel philippin et relie au départ de Manille les provinces de Iloílo, du Misamis oriental et du Lanao du Nord.

## Histoire

### Origines et construction
À l'aube des années 2000, la compagnie Meimon Taiyō Ferry souhaite standardiser la qualité de ses services sur les liaisons entre Ōsaka et l'île de Kyūshū. Malgré une mise en service remontant à 1989, les jumeaux Ferry Kyoto et Ferry Fukuoka présentent un trop grand écart avec les Ferry Osaka et Ferry Kitakyushu en ce qui concerne le confort des installations. Afin de proposer des prestations homogènes au sein de la flotte, la construction d'une nouvelle paire est décidée.
Conçus sur la base des sister-ships Ferry Osaka et Ferry Kitakyushu, les futurs navires reprennent dans leur ensemble les caractéristiques générales de leurs prédécesseurs tels que la cheminée unique ainsi qu'une disposition similaire des aménagements intérieurs. Avec une longueur arrêtée à 167 mètres, ils sont légèrement plus imposants mais disposent toutefois d'une capacité passagère inférieure. Intégrant quelques uns des derniers standards de la construction navale, leur système de propulsion est étudié de manière à réduire de 19% les émissions de CO2, ils font également partie des premiers navires à passagers du Japon à être équipé de dispositifs permettant de faciliter la circulation de personnes à mobilité réduite à bord. Devant succéder aux Ferry Kyoto et Ferry Fukuoka, ces deux navires sont baptisés Ferry Kyoto 2 et Ferry Fukuoka 2.
Construit par les chantiers Mitsubishi Heavy Industries de Shimonoseki tout comme ses aînés, le Ferry Kyoto 2 est le premier mis sur cale le 16 octobre 2001. Lancé le 29 mars 2002, il est ensuite achevé les mois suivants et livré à Meimon Taiyō Ferry le 31 août.

### Service

#### Meimon Taiyō Ferry (2002-2022)
Le Ferry Kyoto 2 est mis en service le 3 septembre 2002 entre Ōsaka et Kitakyūshū. Il remplace au sein de la flotte l'ancien Ferry Kyoto et se substitue au Ferry Osaka sur les départs du début de soirée. En octobre, il est rejoint par son jumeau le Ferry Fukuoka 2.
En 2005, le navire et son jumeau connaissent quelques modifications consistant en l'ajout de plusieurs cabines au niveau de la partie avant.
Le 13 mai 2007, alors que le navire accoste au port de Shinmoji, un enfant en bas âge est grièvement blessé après s'être fait coincer les pieds entre l'une des amarres et la bitte. L'enfant avait échappé à la surveillance de sa famille qui pêchait à proximité et n'avait été remarqué ni par l'équipage, ni par les employés du port.
À la fin de l'année 2015, en raison de l'arrivée du Ferry Osaka II, le navire est transféré sur les départs de fin d'après-midi en remplacement du Ferry Osaka. À l'occasion de la mise en service des nouveaux navires, les chiffres arabes dans les noms des Ferry Kyoto 2 et Ferry Fukuoka 2 sont remplacés par des chiffres romains.
Au mois de décembre 2021, Meimon Taiyō Ferry réceptionne l'imposant Ferry Kyoto prévu pour se substituer au Ferry Kyoto II. Malgré la mise en service de son successeur le 16 décembre, le navire est dans un premier temps conservé sur son itinéraire habituel afin de pallier l'arrêt technique du Ferry Kitakyushu II du 16 au 27 décembre puis celui du Ferry Osaka II à partir du 5 janvier 2022. Dans la matinée du 14 janvier, le Ferry Kyoto II accoste à Shinmoji et achève sa dernière traversée pour le compte de Meimon Taiyō Ferry. Quelques jours plus tard le 18 janvier, il est cédé à la compagnie sud-coréenne Hanil Express.

#### Hanil Express (depuis 2022)
Rebaptisé Hanil Car Ferry No 1 et enregistré sous pavillon coréen, le navire quitte Shinmoji le 18 janvier 2022 pour rejoindre la Corée du Sud. Arrivé le lendemain à Busan, il entre en cale sèche afin de subir quelques transformation en vue de sa nouvelle affectation. Outre la mise aux couleurs de son nouveau propriétaire et quelques interventions au niveau des intérieurs, le navire voit ses accès au garage modifiés à l'arrière avec la suppression de la porte axiale au profit d'une porte latérale sur bâbord arrière. À l'issue des travaux, il change de nom et devient le Blue Pearl.
Le 2 mai, le car-ferry effectue sa première traversée commerciale pour le compte de Hanil Express entre Wando et Jeju. 

## Aménagements
Le Blue Pearl possède 8 ponts. Si le navire s'étend en réalité sur 10 ponts, deux d'entre eux sont inexistants au niveau des garages afin de permettre au navire de transporter du fret. Les locaux passagers occupent les ponts 5, 6 et 7 tandis que l'équipage loge à l'avant du pont 7. Les garages se situent sur les ponts 1, 2, 3 et 4.

### Locaux communs
Les aménagements du Blue Pearl se composent essentiellement d'un restaurant situé à l'arrière du pont 5 ainsi que des promenades intérieures, une grande terrasse extérieure sur les ponts 6 et 7 et des installations dédiées au divertissement sur le pont 5 telles qu'une salle d'arcade et une salle de jeux pour enfants. Le navire est également équipé sur le pont 5 de deux bains publics traditionnels japonais avec vue sur la mer (appelés sentō), l'un pour les hommes à tribord, l'autre pour les femmes à bâbord, ainsi que d'une boutique.

### Cabines
À bord du Blue Pearl, les cabines sont situées majoritairement sur le pont 6 mais également à l'avant du pont 5 et au milieu du pont 7. Ainsi, le navire est équipé de deux suites, de huit cabines Deluxe, de huit cabines de catégorie A de style japonais, 46 de style occidental, de 20 dortoirs équipés de couchettes et de 11 dortoirs équipés de futons.

## Caractéristiques
Le Blue Pearl mesure 167 mètres de long pour 25,60 mètres de large, son tonnage est de 9 731 UMS (le tonnage des car-ferries asiatiques étant défini sur des critères différents, il est en réalité plus élevé). Il pouvait initialement accueillir 697 passagers ainsi que 180 remorques et 100 véhicules au sein de son garage. Depuis son passage sous pavillon coréen, sa capacité est de 877 passagers et 390 véhicules. Le garage est accessible par l'arrière au moyen d'une porte axiale mais aussi par l'avant à l'aide d'une porte rampe. Des accès menant au garage supérieur sont également présents. Depuis 2022, la porte axiale arrière du garage a été supprimée et remplacée par une porte latérale à bâbord. La propulsion du Blue Pearl est assurée par deux moteurs diesel JFE 18PC2-6V développant une puissance de 19 860 kW entrainant deux hélices à pas variables faisant filer le bâtiment à une vitesse de 23,2 nœuds. Il est aussi doté d'un propulseur d'étrave ainsi que d'un stabilisateur anti-roulis. Les dispositifs de sécurité sont essentiellement composés de radeaux de sauvetage mais aussi d'une embarcation semi-rigide de secours.

## Lignes desservies
Sous les couleurs de Meimon Taiyō Ferry de 2002 à 2022, le Ferry Kyoto II était affecté à la liaison entre Ōsaka et Kitakyūshū. Au début de sa carrière, il était positionné sur les traversées partant en début de soirée pour une arrivée à destination le lendemain matin. À compter de 2015, il assurait les rotations partant en fin d'après-midi pour une arrivée très tôt dans la matinée.
Depuis mai 2022, le Blue Pearl est employé sur la linge de la compagnie Hanil Express reliant Wando à Jeju.